# 3795 Nigel
A 3795 Nigel (ideiglenes jelöléssel 1986 GV1) a Naprendszer kisbolygóövében található aszteroida. Eleanor F. Helin fedezte fel 1986. április 8-án.